# 島津有理子
島津 有理子（しまづ ゆりこ、1974年1月21日 - ）は、日本の医師、NHKの元アナウンサー。既婚だが旧姓で活動している。

## 人物
新潟県生まれ、埼玉県さいたま市育ち。女子学院中学校・高等学校を卒業後、東京大学理科二類に入学。進学振分けで経済学部に傍系進学し、1997年に東京大学経済学部を卒業。同年、日本放送協会に入局。2024年4月からTBSテレビ『サンデーモーニング』の総合司会を務めている膳場貴子は高校の一学年後輩であるが、島津が1年間海外留学生活を送っていたため、大学からは同期となった。
夫（2006年に結婚した弁護士）の姉は元NHKアナウンサーの高井真理子で、大学においても先輩（学部は法学部）にあたる。
東京都のNHK地上デジタル推進大使を務めていた。
2010年度の定期異動により有働由美子と交代でアメリカ総局へ2年間派遣。この異動に伴い地上デジタル推進大使からも退き、鈴木奈穂子が引き継いだ。
2012年12月、第1子妊娠並びに産前産後休業に入ることを出演番組のブログにて公表した。その後、2016年に復職した。
「医師を目指して勉強する」ため、2018年9月19日付でNHKを退職し翌10月より医大生となった。自身が司会を務める『100分de名著』で同年5月に取り上げられた神谷美恵子の『生きがいについて』を読んだことが決心のきっかけとなった。同年の大河ドラマ『西郷どん』のエンディングで放送されていた「西郷どん紀行」のナレーションを最終回まで担当し、NHK局員としての仕事を終えた。
2024年2月に二日間にわたり医師国家試験を受験したことを個人のSNSにて報告した。同年3月15日、同試験（厚生労働省によると「第118回医師国家試験」全体の合格率は92.4%。新卒者は95.4%）に合格したことを個人のSNSにて報告した。2024年3月25日に東海大学医学部医学科を卒業した。
2024年4月より研修医として勤務していることを公表した。勤務先の許可を得ているため、今後もSNSの更新を続ける予定とのこと。

## 出演番組
- NHKニュースおはよう日本
  - ふるさとすてき旅 リポーター（甲府局時代）
  - 土・日曜日・祝祭日キャスター（2004年度）
  - 平日5・6時台キャスター（2005年4月 - 12月）
  - 平日6時台進行、7時台関東甲信越枠キャスター（2008年4月 - 2010年3月）
  - NYスタイル（金曜日、2010年4月 - 2012年3月）
- 鶴瓶の家族に乾杯（1998年12月19日）小野文恵の代役として
- ニュースかんさい発（2001年度）
- 大阪近鉄バファローズ パ・リーグ優勝特番（2001年9月 関西ローカル）
- BEAT MOTION（BS 2、2002年度）
- インタラクTV ゴー!ゴー!マーケット（BS hi、2002年度）
- ひるどき日本列島（2003年度）
- 未来観測 つながるテレビ@ヒューマン（2006年1月 - 2008年3月）

※『おはよう日本』を離れた期間はこの番組を担当していた。終了とともに復帰。
- 第57回NHK紅白歌合戦 ラジオ担当（2006年12月31日）
- NHKニュース7 ニュースリーダー（2007年1月 - 6月、2008年2・3月）
- 世界の鉄道グラフィティ ナレーション（2007年、不定期）
- 第39回思い出のメロディー 司会（2007年8月18日）
- 海外安全情報（2008年2・3月）
- SONGS / 絢香　聞き手・ナレーション担当（2009年10月7日）
- ゆく年くる年（司会進行）
  - 2008年12月31日〜2009年1月1日
  - 2009年12月31日〜2010年1月1日
- デジタルQ（2008年度 - 2009年度）
- とっておき世界遺産 ナレーション
- NHK海外ネットワーク（2012年4月 - 12月）
- 100分de名著 伊集院光と司会（2012年4月 - 6月、10月 - 2013年1月、2017年4月 - 2018年9月）
  - 2023年２月　名著127 「いのちの初夜 」北條民雄 （全4回、指南役-中江有里） -語り
- ひるまえ ほっと メインキャスター （2016年4月 - 2017年3月）
- ごごナマ プレゼンター （2017年4月 - 2018年8月）
- 西郷どん紀行ナレーション （2018年1月7日 - 2018年12月16日）[7][15][16]

### 地デジ大使としての出演
※民放の番組は、地デジのPRが主な目的で、在京他社の大使と揃っての出演。
- デジタル放送なんでも相談室（2007年度）
- 関口宏の東京フレンドパークII（2008年7月7日、TBS系）
- ペット大集合!ポチたま生放送2時間スペシャル（2009年2月27日、テレビ東京）
- めちゃ×2イケてるッ!（2009年11月28日、フジテレビ）

## 著書
- 七面鳥を追いかけて（TAC株式会社出版事業部／2010年3月） 挿絵西原理恵子